# 大渊滩
大渊滩位于南沙群岛东北部，礼乐滩以西，东北－西南延伸56公里，宽约13公里，水深约18米。1983年中华人民共和国中国地名委员会授权公布的标准名称为“大渊滩”，以纪念元代航海家汪大渊。西方文献一般称为“Nares Bank”。